# In Step
In Step ist Stevie Ray Vaughans viertes Studioalbum aus dem Jahr 1989. Es ist das letzte, welches er mit seiner Band Double Trouble aufnahm. Das Folgealbum und sein letztes Family Style nahm er 1990 mit seinem Bruder Jimmie Vaughan auf. Am 27. August 1990 kam Stevie Ray Vaughan bei einem Hubschrauberabsturz ums Leben.
Bei den Grammy Awards 1990 erhielten Stevie Ray Vaughan und Double Trouble die Auszeichnung in der Kategorie Best Contemporary Blues Album.

## Titelliste
1. „The House Is Rockin'“ (Doyle Bramhall, Vaughan) – 2:24
2. „Crossfire“ (Bill Carter, Ruth Ellsworth, Chris Layton, Tommy Shannon, Reese Wynans) – 4:10
3. „Tightrope“ (Bramhall, Vaughan) – 4:40
4. „Let Me Love You Baby“ (Willie Dixon) – 2:43
5. „Leave My Girl Alone“ (Buddy Guy) – 4:15
6. „Travis Walk“ – 2:19
7. „Wall of Denial“ (Bramhall, Vaughan) – 5:36
8. „Scratch-N-Sniff“ (Bramhall, Vaughan) – 2:43
9. „Love Me Darlin'“ (Chester Burnett) – 3:21
10. „Riviera Paradise“ – 9:00

1999 wurde die Platte mit zusätzlichen Titeln aufgelegt:

### Bonustitel
1. „Stevie Ray Vaughan Speaks“ – 1:33
2. „The House is Rockin'“ (Live) – 2:48
3. „Let Me Love You Baby“ (Live) – 3:46
4. „Texas Flood“ (Larry C. Davis, Joseph W. Scott) – 7:28
5. „Life Without You“ (Live) – 13:17

### Chartplatzierungen
In Step erreichte 1989 Platz 33 der Billboard 200, die Single Crossfire Platz 1 der Mainstream Rock Tracks.